# Conscription aux États-Unis

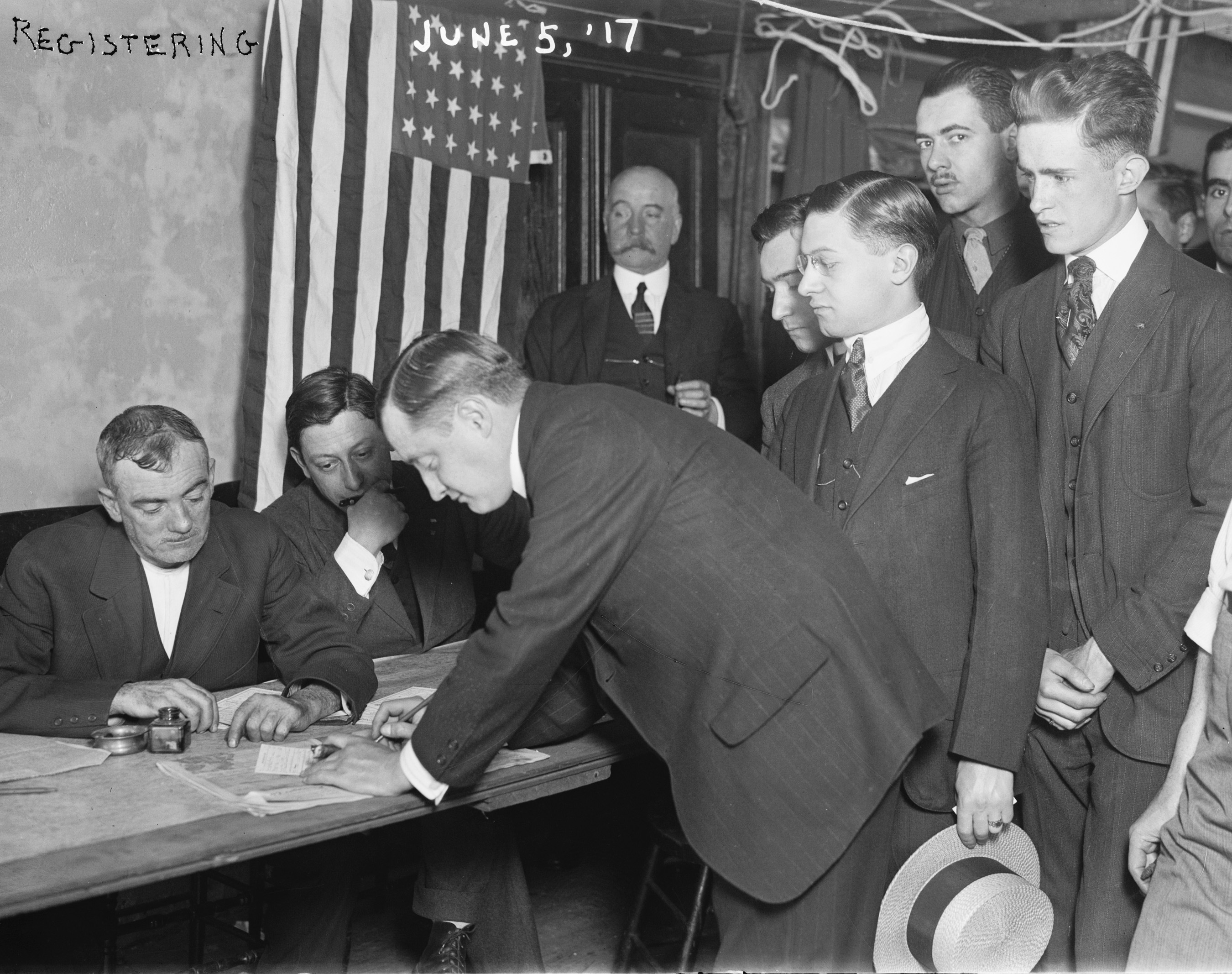
Jeunes hommes s'engageant dans l'armée américaine en juin 1917

La conscription ou service militaire obligatoire aux États-Unis a été utilisée à plusieurs reprises, en général en temps de guerre, mais aussi dans des périodes de conflits non-déclarés, comme pendant la Guerre froide. Les États-Unis ont abandonné la conscription, en 1973, pour une armée de métier, composée uniquement de volontaires. Cependant, le Selective Service System reste en fonction et les hommes âgés de 18 à 25 ans sont tenus d'y être enregistrés, dans le cas où la conscription devrait être réactivée. Dans les conditions actuelles, un retour de la conscription est jugé peu probable par la plupart des experts politiques et militaires.
Historiquement, les États-Unis ne connaissent qu'un type de milices volontaires. En 1917, l'adoption du Selective Service Act quelques semaines après l'entrée en guerre contre l'Empire allemand permet de mettre en place la conscription. D'avril 1917 à novembre 1918, le pays est capable d'organiser la mobilisation de 4 millions de soldats.
Durant la guerre civile, les deux gouvernements unionistes et confédérés ont fini par recourir à la conscription et elle fut parfois sujette à polémique, surtout à New York, où des émeutes ont lieu du 13 au 16 juillet 1863, après l'adoption par le Congrès des États-Unis de nouvelles lois sur la conscription. Une des causes de ces émeutes est une clause stipulant que les hommes appelés peuvent être exemptés de conscription s'ils s'acquittent d'une somme de 300 $ ou fournissent un remplaçant, que l'on nomme « taxe d'exemption », ce que les classes populaires et moyennes ne peuvent se permettre, créant ainsi des inégalités face à la conscription.  À l'origine conçues pour exprimer le mécontentement de la population vis-à-vis des lois de conscription, elles tournent rapidement à un affrontement racial entre Blancs et Noirs dans les rues. L'armée parvient à maîtriser la foule et rétablir l'ordre au bout de trois jours, mais après le saccage de nombreux immeubles. Totalisant 119 ou 120 morts et 2 000 blessés, 184 émeutiers ont pu être identifiés, dont 117 sont nés en Irlande, 40 aux États-Unis et 27 dans d'autres pays d'Europe,.